# 宗室伊沖阿
宗室伊沖阿（穆麟德轉寫：uksun icungga），滿洲正藍旗，清朝政治人物、清朝工部尚書。
曾任理藩院尚書。嘉慶二十二年六月甲戌，接替和寧，擔任清朝工部尚書，后改兵部尚書。由蘇楞額接任。